# 입출력

입출력(入出力, 영어: input/output)은 데이터 등의 모든 항목의 입출력으로, 입력과 출력을 아울러 이르는 개념이다. Input/Output의 머리 글자를 따서 I/O라고 줄여 말하기도 한다.

## 개요
정보 처리의 개념에 근거하는 모델에서, 입출력은 데이터나 정보 등을 가공하는 과정(프로세스)의 전처리와 후처리라고 생각할 수 있으며, 정보 처리는 입출력이 존재하기 때문에 가능하다고 여겨지고 있다.
입출력은 데이터 정보의 신뢰성, 이용자와 시스템의 친화성 등과 관련되어 있는데, 입출력 동안에 어떤 뛰어난 데이터, 정보의 가공 처리가 있어도, 입출력에 문제가 있거나 하면 이용자가 스트레스를 느끼게 된다.

## 컴퓨터 처리의 입출력
컴퓨터 처리 분야에서, 컴퓨터의 5대기능의 제어, 연산, 입력, 출력, 기억 가운데, 입력, 출력의 기능을 꺼내 입출력이라고 이름 붙인다고 여겨진다.
보통 입력 장치를 이용하고 컴퓨터에 사용자가 데이터, 정보 등을 전달하여 출력 장치를 이용하고, 컴퓨터가 사용자에게 데이터 등을 전달한다.
또, 컴퓨터끼리 정보를 제공하는 통신(컴퓨터 네트워크)도, 입출력 기능에 해당한다.

### 운영 체제의 입출력
컴퓨터에 대해 특히 지정하지 않을 때에 이용되는 데이터의 입출력을 표준 입출력이라고 말한다. 문자열 기반의 운영 체제 (유닉스 계열 운영 체제, MS-DOS 등)에서는 아래와 같은 종류가 있다.(괄호 안은 파일 핸들)
표준 입력 (stdin)
일반적으로 컴퓨터 키보드의 응답을 받는다. 컴퓨터(운영 체제나 실행 프로그램)의 지시를 받거나 입력 데이터를 추가하기 위한 입력 장치이다.
표준 출력 (stdout)
일반적으로 컴퓨터 디스플레이에 문자열로 출력한다. 컴퓨터(운영 체제나 실행 프로그램) 실행 상태를 보고하거나 실행 결과가 표시되는 출력 장치이다. 다만 실행 상태의 경과 보고와 실행 결과를 동시 병행으로 출력하는 프로그램의 경우에는 실행 결과만을 여기에 출력한다.
표준 오류 출력 (stderr)
일반적으로 컴퓨터 디스플레이에 문자열로 출력한다. 컴퓨터(운영 체제나 실행 프로그램) 실행 상태의 경과 보고 등이 표시되는 2번째의 표시 출력 장치이다.
표준 보조 입출력 (stdaux)
일반적으로 RS-232나 통신회선과 호환된다. 컴퓨터(운영 체제나 실행 프로그램)가 통신회선을 경유하여 접속되고 있는 단말기 등과 데이터를 주고 받기 위한 입출력 장치
표준 프린터 출력 (stdprn)
일반적으로 프린터에 문자열을 출력한다.
컴퓨터에 설치된 운영 체제에 따라 표준 입출력의 종류나 개수는 다르다.
게다가 운영 체제나 실행 프로그램을 설계할 때에 표준 입출력 장소로 지정된 장치에서 다른 장치로 입출력 위치를 바꾸는 것을 리디이렉트라고 한다.

## 같이 보기
- 입출력 포트
- 제어 장치
- 연산 장치
- 기억 장치
- 사용자 인터페이스
- 입출력 인터페이스